# Киселєвка (Ульяновська область)
Киселєвка (рос. Киселевка) — село в Бариському районі Ульяновської області Російської Федерації.
Населення становить 282 особи. Входить до складу муніципального утворення Живайкинське сільське поселення.

## Історія
Від 2004 року входить до складу муніципального утворення Живайкинське сільське поселення.

## Населення
| 2010 |
| ---- |
| 282  |